# فهرست میراث جهانی در مالت
میراث جهانی در مالت تا تاریخ ۲۰۲۵ شامل ۳ اثر ثبت شده در کشور مالت توسط میراث جهانی است که هر ۳ میراث فرهنگی هستند و در سال ۱۹۸۰ میلادی، در فهرست ثبت شدند.
سایت‌های سازمان میراث جهانی آموزشی، علمی و فرهنگی سازمان ملل متحد، یونسکو، مکان‌هایی هستند که دارای اهمیت فرهنگی یا طبیعی هستند، همان‌طور که در پیمان‌نامه میراث جهانی، که در سال ۱۹۷۲ تأسیس شده، شرح داده شده است. مالت این پیمان‌نامه را در ۱۴ نوامبر ۱۹۷۸ پذیرفت و از آن هنگام، مکان‌های طبیعی و فرهنگی مالت واجد شرایط برای گنجانده شدن در فهرست میراث جهانی هستند.
پردیس دانشگاه مالت در سال ۲۰۱۵ کارگاهی بین‌المللی برای بررسی اصول کاهش خطر بلایای طبیعی، از جمله اثرات تغییرات آب و هوایی، در مدیریت سایت‌های میراث جهانی و سایر سایت‌های میراث فرهنگی برگزار نمود. این کارگاه با یک روش مشارکتی، تمرکز ویژه ای بر آمادگی در برابر خطرات زمین، به ویژه زمین لغزش، زلزله، آتش‌سوزی گسترده و سیل دارد و با مشارکت یک تیم بین رشته‌ای متشکل از کارشناسان بین‌المللی بسیار ماهر و کارآموزان مدیریت اضطراری و سایت‌های میراث جهانی برگزار شد. هدف افزایش آگاهی متخصصان و آژانس‌های مسئول در مورد نیاز به توسعه برنامه‌های مدیریت بلایای مناسب و متناسب و ایجاد ظرفیت‌ها در توسعه مکانیسم‌های مدیریت ریسک مناسب در مکان‌های فرهنگی مناطق جنوب شرقی اروپا و مدیترانه بود. در این طرح، دو مکان میراث جهانی مالت - شهر والتا و معابد خرسنگی مالت - به عنوان موارد آموزشی برای خدمت به کل منطقه استفاده شدند.

## میراث جهانی
یونسکو سایت‌ها را با ده معیار فهرست می‌کند. هر ورودی باید حداقل یکی از معیارها را داشته باشد.
| # | نگاره | نام               | موقعیت                     | سال ثبت | ش ثبتمعیارها | شرح | م     |
| ۱ |       | سرداب حل-سفلینی   | پائولا                     | ۱۹۸۰    | ۱۳۰(iii)     | هیپوژئوم یک سازه بزرگ زیرزمینی است که بین ۴۰۰۰ سال قبل از میلاد تا ۲۵۰۰ سال قبل از میلاد به عنوان یک گورستان زیرزمینی استفاده می‌شد و در سال ۱۹۰۲ کشف شد. معابد مگالیتیک (خرسنگی) هیپوژئوم در ابتدا حاوی بقایای حدود ۷۰۰۰ نفر بود. کاوش‌های بینشی در مورد آیین‌های تدفین نوسنگی ارائه کردند، که احتمالاً چندین مرحله داشت. ظروف سفالی و طلسم‌های سنگی و سفالی و همچنین مجسمه‌های انسانی سنگی و سفالی از جمله مجسمه معروفی که زنی را دراز کشیده روی تخت یا کاناپه نشان می‌دهد به نام بانوی خفته، از این ناحیه به دست آمدند. | [ ۵ ] |
| ۲ |       | شهر والتا         | والتا                      | ۱۹۸۰    | ۱۳۱(i)(vi)   | شهر والتا در سال ۱۵۶۶ میلادی تأسیس شد. شوالیه‌های سنت جان این شهر را به عنوان یک خلقت واحد و جامع با معماری اواخر رنسانس، با طرحی شبکه‌ای و یکنواخت درون دیوارهای مستحکم شهر تصور و پایه‌ریزی کردند. اگرچه در طول جنگ جهانی دوم بازسازی‌ها و آسیب‌های فراوانی را تجربه کرد، بافت بخش بالایی شهر حفظ یا بازسازی شده است. برخی از ۳۲۰ بنای تاریخی والتا عبارتند از: کلیسای جامع سنت جان، کاخ استاد اعظم، اوبرژ د کاستیل، اوبرژ دو پروونس، اوبرژ دایتالیا، اوبرژ د آراگون و کلیساهای بانوی پیروزی ما، سنت کاترین و سنت ماری عیسی، و همچنین ساخت و سازهای قرن هجدهم میلادی مانند مسافرخانه باواریا، کلیسای کشتی غرق شده سنت پائول، و تئاتر مانوئل.                                                                                  | [ ۶ ] |
| ۳ |       | معابد خرسنگی مالت | زاگرا، قرندی، مجار و ترشین | ۱۹۸۰    | ۱۳۲(iv)      | این سایت شامل هفت معبد ماقبل تاریخ در شش مکان است. (در ابتدا، این سایت فقط دو معبد جگانتیا را شامل می‌شد و در سال ۱۹۹۲ گسترش یافت) این اماکن در طول هزاره ۴ و ۳ قبل از میلاد ساخته شدند. این معابد از قدیمی‌ترین سازه‌های سنگی مستقل در جهان هستند و احتمالاً اهمیت آیینی مهمی برای یک جامعه بسیار سازمان‌یافته داشتند. اگرچه هر معبد در طراحی معماری متفاوت است، اما معمولاً دارای یک حیاط بیضی شکل در مقابل یک نمای مقعر هستند. سنگ‌تراشی‌های افقی باقی‌مانده نشان می‌دهد که بناهای تاریخی دارای سقف‌های طاق پتکین بودند که برای زمانهٔ خود راه‌حل بسیار پیچیده‌ای بود. از ویژگی‌های تزئینی معابد می‌توان به اشکالی با سوراخ‌های حفر شده و پیکره‌های نقش برجسته‌ای که نقوش مارپیچ، درختان، گیاهان و حیوانات مختلف را نشان می‌دهد، اشاره کرد. | [ ۷ ] |

## فهرست آزمایشی
افزون بر سایت‌های موجود در فهرست میراث جهانی، کشورهای عضو می‌توانند فهرستی از سایت‌های آزمایشی را که ممکن است برای نامزدی در نظر بگیرند، در این فهرست قرار دهند. نامزدها در فهرست میراث جهانی تنها در صورتی پذیرفته می‌شوند که سایت پیش‌تر در فهرست آزمایشی قرار داشته باشد.
مالت ۷ نامزد در این فهرست دارد.
| # | نگاره | نام                     | موقعیت                                                   | سال ثبت | ش ثبتمعیارها          | شرح | م      |
| ۱ |       | صخره‌های ساحلی           | سایت‌های متعدد در مالت، غودش، کمینو، کمینوتو و فیلفلا     | ۱۹۹۸    | ۹۷۹?                  | خطوط ساحلی در بخش‌های مختلف جزایر مالت شامل صخره‌هایی با تنوع زیستی غنی از گیاهان و جانوران کمیاب است. | [ ۹ ]  |
| ۲ |       | القورا                  | سن لاورنز، غودش                                          | ۱۹۹۸    | ۹۸۰(vii)(viii)(ix)(x) | این خلیج دریایی دارای ویژگی‌های زمین‌شناسی جالبی است؛ از جمله پنجره آزور سابق، صخره تل جنرال و دریای داخلی. این منطقه زیستگاه چندین گونه گیاهی و جانوری بومی است. گیاه انگلی قارچ مالت، با نام علمی Cynomorium coccineum، برای اولین بار در اینجا کشف شد. | [ ۱۰ ] |
| ۳ |       | سیتادل                  | ویکتوریا                                                 | ۱۹۹۸    | ۹۸۱(i)(ii)(iv)(v)     | گوزو یا غودش یک شهر کوچک مستحکم در یک موقعیت استراتژیک، بر روی تپه‌ای که بر حومه و اطراف مسلط است. اولین استقرار در این سایت به عصر برنز بازمی‌گردد. این شهرک در دوران قرون وسطی گسترش یافت و در قرن شانزدهم میلادی توسط شوالیه‌های سنت جان صرفاً به یک اردوگاه نظامی تبدیل شد. با این وجود، برخی بناهای تاریخی به سبک باروک نیز ساخته شد، از جمله کلیسای جامع عروج. | [ ۱۱ ] |
| ۴ |       | استحکامات مالت          | بیرگو، سنگله، فلوریانا، کاسپیکوا، کالکارا، گزیرا و سلیمه | ۱۹۹۸    | ۹۸۲(i)(ii)(iv)        | این سیستم برج و باروی مستحکم توسط شوالیه‌های سنت جان باپتیست بین قرن‌های ۱۶ و ۱۸ میلادی، ساخته شده است. سپس با تغییرات بیشتر بریتانیایی‌ها در قرن‌های ۱۹ و ۲۰ همراه شد. استحکامات بیرگو و سنگله، خطوط فلوریانا، خطوط سانتا مارگریتا، خطوط کوتونرا، قلعه ریکاسولی و قلعه تیگنه اجزائی از این استحکامات هستند.                                                         | [ ۱۲ ] |
| ۵ |       | بخش مدینا               | مدینا                                                    | ۱۹۹۸    | ۹۸۳(i)(ii)(iii)       | مدینا یک شهر کوچک با استحکامات عمدتاً قرون وسطایی است، اما همچنین شامل ساختمان‌های قابل توجهی با معماری باروک است، مانند کلیسای جامع سنت پل. | [ ۱۳ ] |
| ۶ |       | سرداب‌دخمه‌های مالت       | سایت‌های متعدد در جزیره اصلی مالت                         | ۱۹۹۸    | ۱۱۱۳(i)(ii)(iii)      | این مجموعه از سرداب دخمه‌های مسیحیت اولیه قدمتی به اندازهٔ اواخر دوران امپراتوری روم دارند. سبک دخمه‌های رومی خود برگرفته از سبک‌های سادهٔ گورهای سنگی فنیقی‌ها و هلنیست‌ها بوده است. | [ ۱۴ ] |
| ۷ |       | استحکامات خطوط ویکتوریا | رباط، مگار، موستا، ناسار و گارگور                        | ۱۹۹۸    | ۱۱۱۴(i)(ii)(iii)      | خط دفاعی در قرن نوزدهم توسط انگلیسی‌ها ساخته شد. در ابتدا این استحکامات شامل سه قلعه مستقل (قلعه مادالنا، قلعه موستا و قلعه بینجما) بود که در دهه ۱۸۹۰ توسط دیواری پیوسته به هم متصل شدند. در سال ۱۹۰۷، استحکامات اهمیت نظامی خود را از دست داده و متروکه شدند.                                                                                                   | [ ۱۵ ] |